# Etxarri Aranatz
Etxarri Aranatz és un municipi d'Euskal Herria, a la comarca de Sakana, dins la merindad de Pamplona. Està format pels nuclis Lizarragabengoa i Etxarri Aranatz. Limita al nord amb la Serralada d'Aralar i Ataun, al sud amb la Serralada d'Urbasa i Ergoiena, a l'est amb Arbizu i a l'oest amb Bakaiku.

## Etimologia
Segons refereix José Yanguas, Etxarri Aranatz va prendre el seu nom compost de Etxarri, lloc on es va fundar la població, i d'Aranatz o Araynaz, la vall o comarca compost per pobles com Artola, Maiza... els habitants dels quals es van traslladar a Etxarri al fundar-se aquesta localitat. Existeixen diverses localitats més anomenades Etxarri en tota la geografia basca a més d'Etxarri-Aranatz. Hi ha un "Etxarri" a la Cuenca de Pamplona i un "Etxarri" al municipi de Larraun. A Zuberoa hi ha també un municipi anomenat Etxarri o Etcharry en francès que és el mateix topònim escrit amb ortografia francesa. Tots se situen en zones tradicionalment bascòfones.
Sobre el nom de Etxarri l'etimologia aparentment més evident fa derivar el nom del basc, d′etxe (casa) i (h)arri (pedra), és a dir casa de pedra. Sembla que va ser l'escriptor Arturo Campión qui va proposar aquesta etimologia i tenint en compte que Etxarri-Aranatz fou originalment una bastida, va pensar a més que antigament etxarri tenia en eusquera el significat de castell, encara que això mai ha pogut demostrar-se. No obstant això filòlegs posteriors com Koldo Mitxelena o Jean-Baptiste Orpustan han explicat el nom de la població com una evolució de la paraula basca etxeberri (casa nova), que hauria seguit la següent evolució etxeberri→etxaberri→etxaerri→etxarri en els dialectes orientals de l'eusquera. Aquesta és la hipòtesi que més acceptació té en l'actualitat entre els filòlegs bascos; i a més entronca també de manera aparentment satisfactòria amb la història que va contar Yanguas, en ser Etxarri Aranatz una fundació nova en una comarca que anteriorment ja tenia altres nuclis de població. La comarca en la que s'assenta Etxarri Aranatz tradicionalment s'ha conegut com a Terra d'Aranatz. El significat etimològic d'aquest terme és dubtós, encara que es considera un topònim d'origen basc. Existeix un altre poble a Navarra que tenen el mateix nom.

## Demografia
| 1897  | 1900  | 1910  | 1920  | 1930  | 1940  | 1950  | 1960  | 1970  | 1981  | 1991  | 2001  | 2017  |
| ----- | ----- | ----- | ----- | ----- | ----- | ----- | ----- | ----- | ----- | ----- | ----- | ----- |
| 1.409 | 1.527 | 1.536 | 1.557 | 1.606 | 1.634 | 1.694 | 1.925 | 2.139 | 2.315 | 2.329 | 2.364 | 2.464 |

## Història
La població va acollir el Gazte Topagunea de 2006 entre els dies 14 i 17 d'abril del mateix any. El 13 d'abril de 2014 va celebrar una consulta local sobre la independència d'Euskal Herria.

## Fills il·liustres
- Aitor Zubieta Albarracín, pilotari.